# Autistic Self Advocacy Network
L'Autistic Self Advocacy Network (ASAN) est une organisation 501(c)(3) à but non lucratif, dont le but est l'auto-soutien par et pour des personnes sur le spectre de l'autisme. L'ASAN soutient que l'objectif de son action est d'obtenir un monde dans lequel les personnes autistes bénéficient du même accès, des mêmes droits et des mêmes possibilités que toutes les autres personnes, et où leur voix est prise en compte dans n'importe quel discours public sur l'autisme, que ce soit dans les politiques publiques, les médias de masse, ou à d'autres endroits. L'ASAN a son siège à Washington D.C..

## Services
L'Autistic Self Advocacy Network fournit une organisation communautaire, l'auto-plaidoyer de soutien, et une défense de la politique publique des droits et de l'éducation pour les autistes, les jeunes et les adultes. Il travaille à améliorer la compréhension que le public a de l'autisme et des troubles connexes. L'organisation est gérée par et pour des adultes autistes. La mission de l'ASAN est de faire en sorte que les personnes autistes disposent de droits égaux à toutes les autres, en expliquant combien il est important et nécessaire de les considérer comme des membres à part entière de la société. L'ASAN a aussi un réseau de 25 associations locales établies dans différents États, avec trois sociétés affiliées au Canada et en Australie,.

## Histoire
L'Autistic Self Advocacy Network a été cofondé en novembre 2006 par son ancien président, Ari Ne'eman, et l'ancien membre du conseil d'administration et Vice-Président du Développement, Scott Michael Robertson. En 2009, l'ASAN a 15 filiales.
Les premiers travaux de l'ASAN sont principalement axés sur la lutte contre les abus en éducation spécialisée dans l'enseignement,,. En décembre 2007, ils se sont exprimés publiquement contre Autism Speaks et contre le NYU Child Study Center's Ransom Notes, qui a lancé une campagne comparant l'autisme, le TDAH, le trouble obsessionnel-compulsif, et les troubles de l'alimentation à des ravisseurs prenant des enfants en otage,. Cette contre-campagne a popularisé l'ASAN et a été citée comme une importante manifestation du mouvement pour la neurodiversité L'ASAN continue à protester contre Autism Speaks.
Le 18 juillet 2016, Ari Ne'eman a annoncé qu'il allait démissionner en tant que président, pour être remplacé par Julia Bascom.